# Union des industries et métiers de la métallurgie
Die Union des industries et métiers de la métallurgie (UIMM) ist der größte Unterverband des französischen Arbeitgeberverbandes Mouvement des Entreprises de France (MEDEF).
Derzeitiger Präsident (Stand 2022) ist Frédéric Saint-Geours, der am 20. Dezember 2007 gewählt wurde.